# Al Sharpton

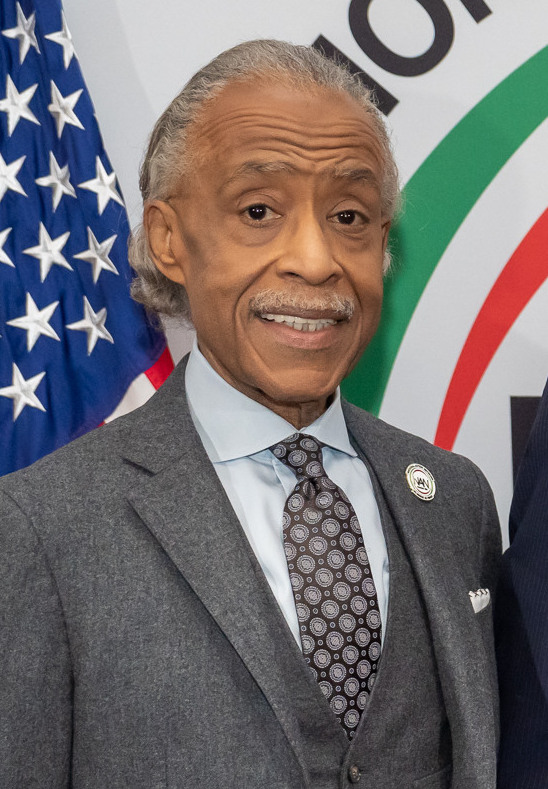
Al Sharpton (2023)

Alfred Charles „Al“ Sharpton (* 3. Oktober 1954 in Brooklyn, New York) ist ein US-amerikanischer baptistischer Prediger, Bürgerrechtler und Radio-/Fernsehmoderator.
Er versuchte 2004 erfolglos, Kandidat der Demokraten für die US-Präsidentschaftswahl 2004 zu werden.

## Leben
Sharpton wurde bereits im Alter von neun Jahren pfingstlerischer Prediger. Er konvertierte in den 1990er Jahren zum Baptismus und ist seitdem baptistischer Pastor. Al Sharpton gilt als rebellischer sozialkritischer Prediger. 1992 und 1994 bewarb er sich erfolglos um einen Sitz im US-Senat und 1997 als Bürgermeister von New York. In den Vorwahlen zur US-Präsidentschaftswahl 2004 trat Sharpton als Kandidat in den Vorwahlen der Demokratischen Partei  an, verkündete jedoch am 15. März 2004 seine Unterstützung für den späteren Kandidaten der Demokraten John Kerry.
Sharpton ist Kriegsgegner, vertritt Minderheiten und unterprivilegierte Menschen.
Im Fall Tawana Brawley wurde Sharpton in den 1980er Jahren wegen des Vorwurfs der Verleumdung verklagt und zu einer Geldstrafe verurteilt.
Im November 2006 führte er einen Protestmarsch wegen des Todes des 23-jährigen schwarzen New Yorkers Sean Bell an. New Yorker Polizisten hatten auf den unbewaffneten Bell und seine zwei Begleiter insgesamt 50 Schüsse abgegeben, nachdem diese bei der Flucht mit einem Kraftfahrzeug einen Zivilpolizisten verletzt hatten.
Am 7. Juli 2009 hielt Al Sharpton eine Rede bei der Trauerfeier für Michael Jackson im Staples Center in Los Angeles. Am 4. Juni 2020 war er auf Wunsch der Familie der Hauptredner auf der Trauerfeier für George Floyd.
In zwei Folgen der US-Serie Boston Legal spielte er sich selbst.
Al Sharpton ist seit 1980 in zweiter Ehe verheiratet; er hat zwei Töchter. Er lebt von seiner Frau getrennt.

## Rezeption
Sharptons Wirken hat sowohl Unterstützer als auch Kritiker auf den Plan gerufen. Unterstützer loben Sharpton für sein Engagement gegen Machtstrukturen, in denen sie die Ursache für ihre Probleme sehen. Edward I. Koch erklärte, das Ansehen, das Sharpton unter den Afroamerikanern genieße, sei wohlverdient, da er bereit sei, für sie ins Gefängnis zu gehen und da sei, wenn sie ihn brauchten. Der Journalist des Boston Globe Derrick Z. Jackson bezeichnete Sharpton dagegen als das „schwarze Äquivalent“ von Richard Nixon und Pat Robertson. Kritiker und Gegner beschuldigten ihn, für die Verschlechterungen der US-Rassenbeziehungen mitverantwortlich zu sein, wobei der Soziologe Orlando Patterson so weit ging, ihn als „rassischen Brandstifter“ (englisch: racial arsonist) zu bezeichnen.